# Radbuza
Radbuza (tjekkisk udtale: [ˈradbuza]; tysk: Radbusa) er en flod der løber i Tjekkiet, en kildeflod til Berounka. Dens kilde er beliggende ved foden af Lysá-bjerget (869 meter) nær landsbyen Závist, nær Domažlice . Den passerer gennem landsbyerne og byerne Rybník, Smolov, Bělá nad Radbuzou, Horšovský Týn, Staňkov, Holýšov, Stod, Chotěšov, Zbůch og Dobřany, før den slutter sig til Mže i Plzeň, og fortsætter som Berounka, der løber ud i Vltava i Prag.
Dens største bifloder er Zubřina, Merklinka og Úhlava. Den er 111,5 km lang, og dens afvandingsområde er omkring 2.191,8 km² heraf 2.182 km² i Tjekkiet.